# Fernando Álvarez de Sotomayor y Flores
Fernando Álvarez de Sotomayor y Flores (Cuevas del Almanzora, 16 de noviembre de 1844 - Almería, 25 de julio de 1912) fue un militar español.

## Biografía
Su hermano menor, Pedro Álvarez de Sotomayor y Flores, llegó a ser director de la Escuela Naval Militar y padre del pintor Fernando Álvarez de Sotomayor, que se convertiría en director del Museo del Prado. Su hermana Teresa fue la madre del poeta almeriense José María Martínez Álvarez de Sotomayor.
Ingresó en el Real Colegio de Artillería de Segovia a los 12 años. Al término de sus estudios participó en los combates contra los republicanos y luego fue destinado a las Fábricas de armas de Oviedo y a la Fábrica de armas de Trubia.

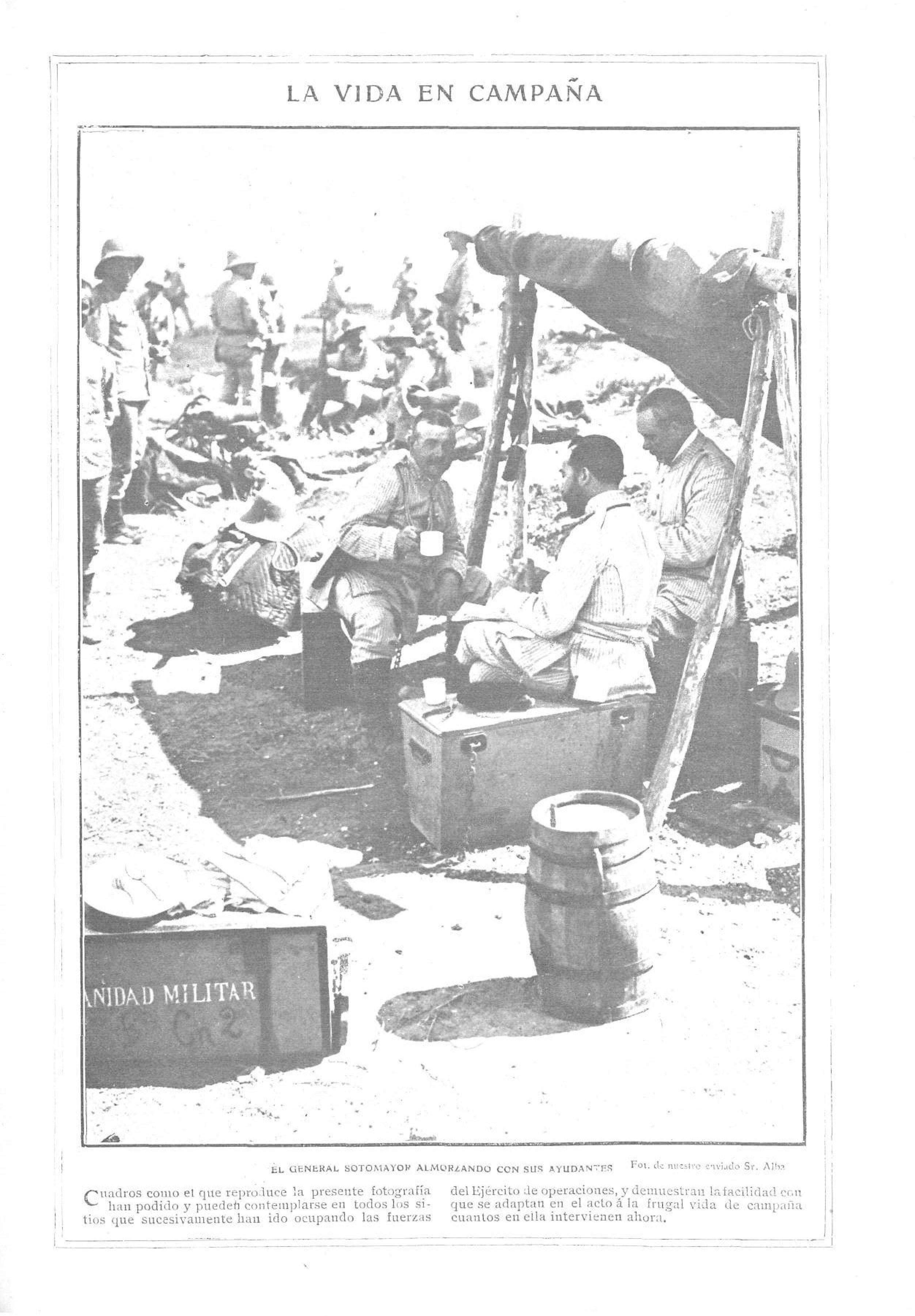
General Álvarez de Sotomayor en la Guerra de Melilla (1909). Revista Actualidades.

Fue autor de varios proyectos de cañones, tales como el de 8 cm (modelo 1880), el de acero experimental de 7,8 cm (de cartucho metálico y pólvora sin humo), y el de 15 cm (primera pieza fundida con materiales y elementos enteramente nacionales). Destinado en la Dirección General del Cuerpo de Artillería realizó viajes al extranjero para el estudio de nuevas pólvoras.
Participó en la guerra de África de 1859. En 1893 durante la guerra de Margallo participó en la defensa de los fuertes de Rostrogordo y Cabrerizas en Melilla. De 1896 a 1898 participó en la guerra de la Independencia Cubana. En 1896 fue nombrado comandante militar de Holguín (Cuba). A su regreso a la península ibérica, actuó como gobernador militar en Guipúzcoa (1898), Jerez (1901), Ceuta (1905) y posteriormente en Vitoria. Ya con el empleo de general, volvió a Melilla para la guerra de Melilla.  
En 1910, con 66 años, pasó a reserva y se retiró a su casa en Almería. Ese mismo año (1910), el ayuntamiento de Almería le dedicó una calle. Falleció por enfermedad el 25 de julio de 1912 en la ciudad de Almería. Fue sepultado dos días después en su villa natal, Cuevas del Almanzora.